# Случай из времён террора
«Слу́чай из времён терро́ра» (фр. Un épisode sous la Terreur) — рассказ французского классика Оноре де Бальзака, входящий в цикл произведений «Сцены политической жизни» «Человеческой комедии». Произведение было написано в 1842 году. В посвящении автор указал имя — Guyonnet-Merville, под руководством которого Бальзак изучал основы права.

## Сюжет
1793 год. Группа аристократов-роялистов скрывается от радикальных революционных властей в бедном районе Парижа. Однажды их навещает таинственный незнакомец, желающий принять участие в подготавливающейся в секрете от всех мессе по казнённому королю Людовику XVI.
Аристократы заинтригованы этим человеком, и только благодаря случайности, узнают с кем имели дело: на мессе появляется палач короля — Шарль Анри Сансон.

## История создания
Идея написать рассказ, по-видимому, возникла у Бальзака после встречи с сыном Сансона, рассказавшего ему о жизни своего отца — потомственного палача, человека глубоко религиозного, несмотря на его профессию.
Заинтересованный писатель решил написать о Сансоне рассказ, который, как подчеркивал сам автор, не основан на реальных событиях, а лишь на происшествии, которое могло иметь место.
«Случай из времён террора» является выразительным примером влияния романтизма на творчество Бальзака, что ощущается, как общей атмосферой рассказа, так и его структурой (загадочность главного героя, драматизм финальной сцены, когда в незнакомце обнаруживается личность палача Сансона).

## В России
На русском языке издавался до революции: Эпизод во время террора. Рассказ Бальзака.-- "Колосья", 1892, No 10, с. 218-235 и Окровавленный платок. (Эпизод из времен террора).-- "Север", 1894, No 33, стлб. 1607-1610; 1615-1618; 1623-1624. В советское время, видимо, не переиздавался. В 2000 году под названием "Случай из времен Террора"  в переводе Веры Мильчиной вышел в сборнике Бальзака "Изнанка современной истории" (М., Независимая газета, 2000). 